# Ямна (село)
Ямна (болг. Ямна) — село в Болгарии. Находится в Софийской области, входит в общину Етрополе. Население составляет 175 человек (2022).

## Политическая ситуация
В местном кметстве Ямна, в состав которого входит Ямна, должность кмета (старосты) исполняет Велё Иванов Велев (Болгарская социалистическая партия (БСП)) по результатам выборов правления кметства.
Кмет (мэр) общины Етрополе — Богомил Борисов Георгиев (Граждане за европейское развитие Болгарии (ГЕРБ)) по результатам выборов в правление общины.